# Réserve naturelle de la Bessa
La réserve naturelle de la Bessa, créée en 1985, se trouve près de Biella ; elle a une superficie de 7,5 km2 et fait partie de la Réserve naturelle des Baragge.

## Géographie et géologie
La réserve est délimitée au nord par les restes d'une moraine du pléistocène inférieur et par les alluvions du Quaternaire du torrent Elvo, au sud par une autre moraine et par le torrent Olobbia.
Le gisement d'or de la Bessa a pour origine l'érosion et la sédimentation par les fleuves et du glacier valdôtain, qui transporta aussi les grands blocs erratiques que l'on trouve dans le parc.

## Histoire
La zone de la mine, qui remonte au IIe – Ier siècle av. J.-C., est constituée par deux étagements fluviaux couverts par galets, sable et grave et les déchets de l'extraction du métal.
Sur beaucoup de blocs erratiques  on peut trouver des pétroglyphes, surtout des cupules. À partir du Ve – IVe siècle av. J.-C. la zone était contrôlée par les Salasses.
Entre 143 et 140 av. J.-C. la zone a été conquise par les légions romaines de Appius Claudius Pulcher et l'extraction, faite par 5 000 personnes environ, fut gérée par les publicains.
L'historien Strabon dit que dans la seconde moitié du Ier siècle av. J.-C. les mines avaient été abandonnées (ou épuisées) et l'or de Rome venait de l'Ibérie et de la Gaule.

## Galerie

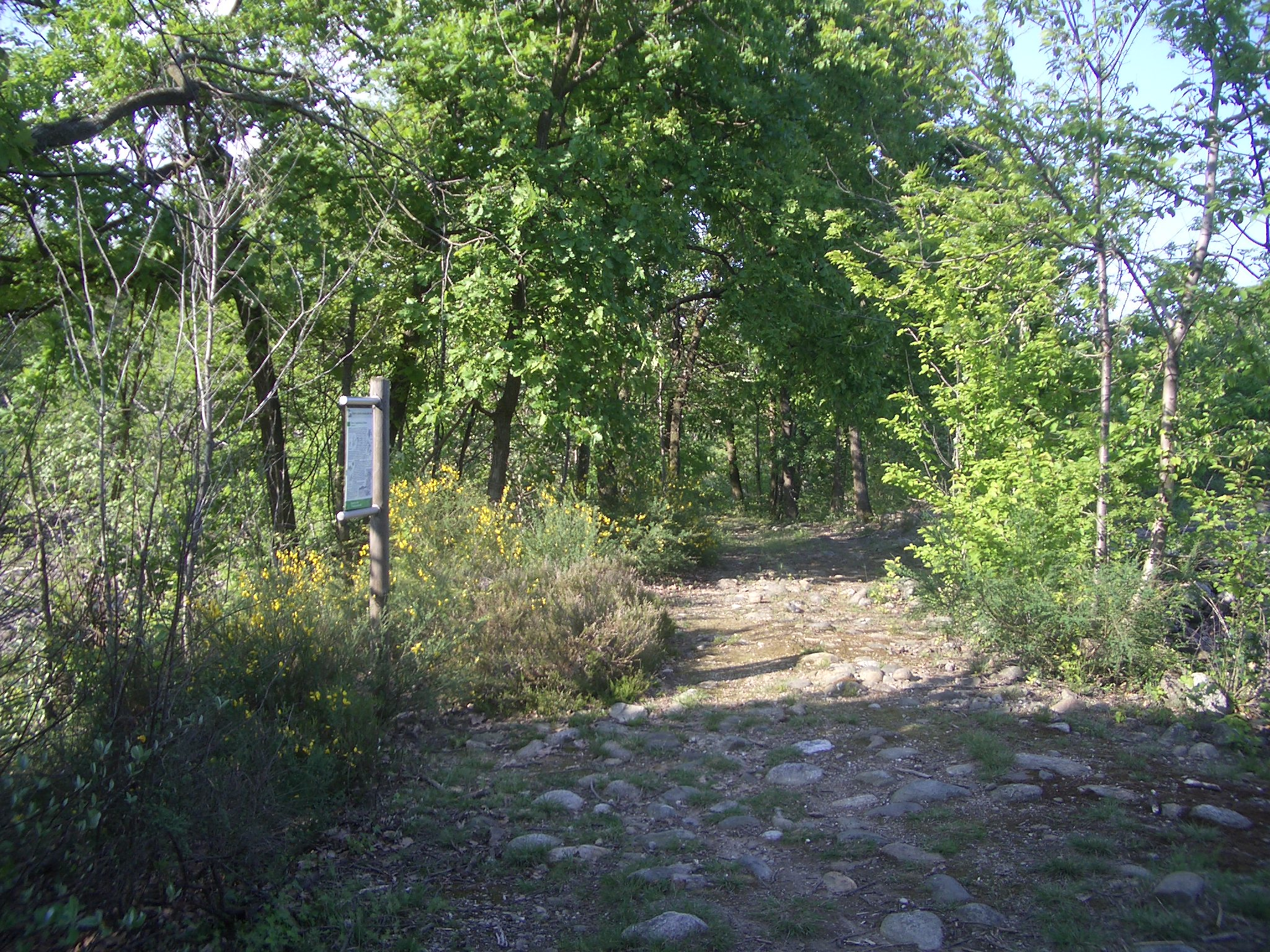
Le sentier nommé Ciapei Parfundà.
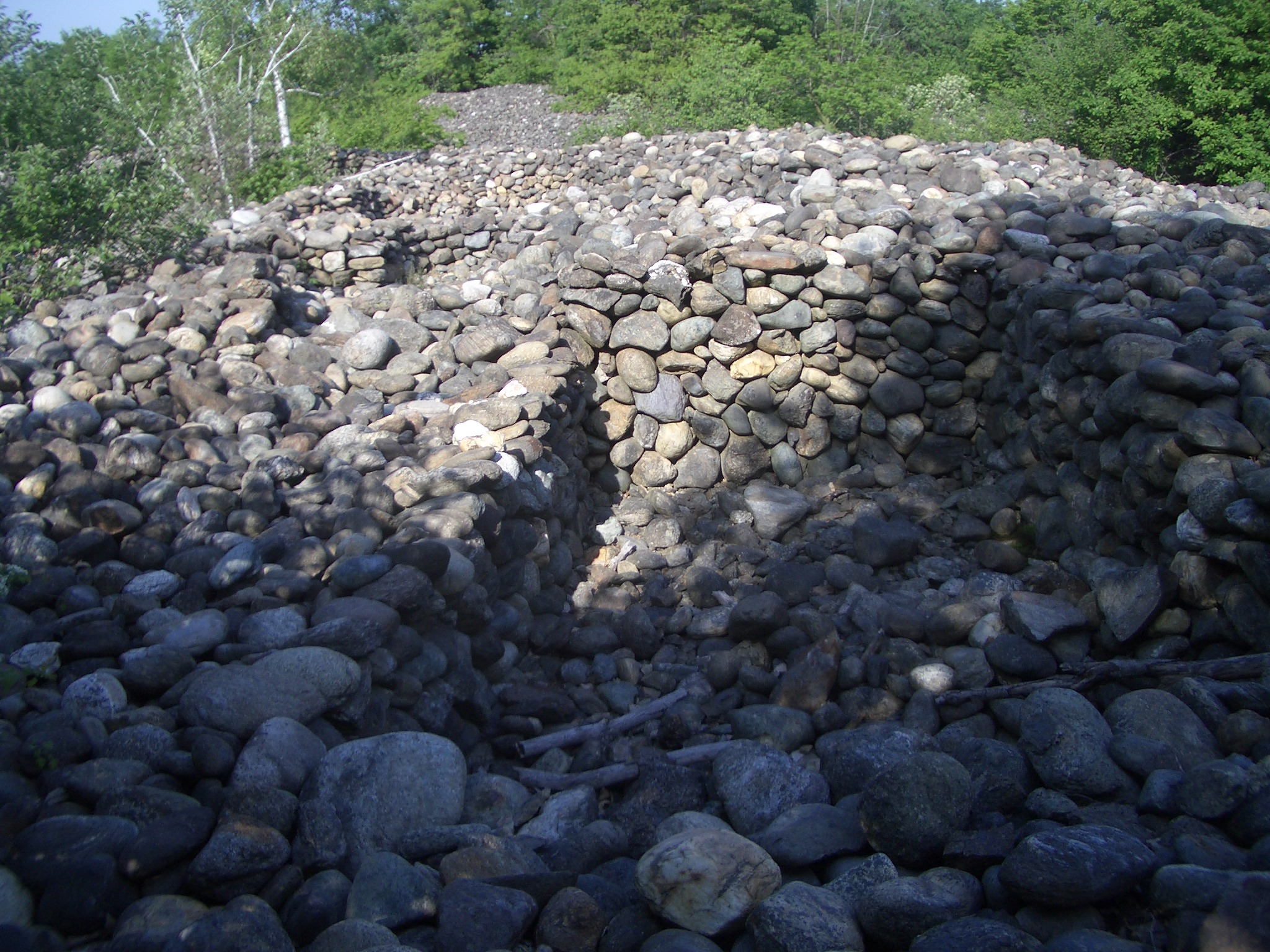
Restes des constructions.
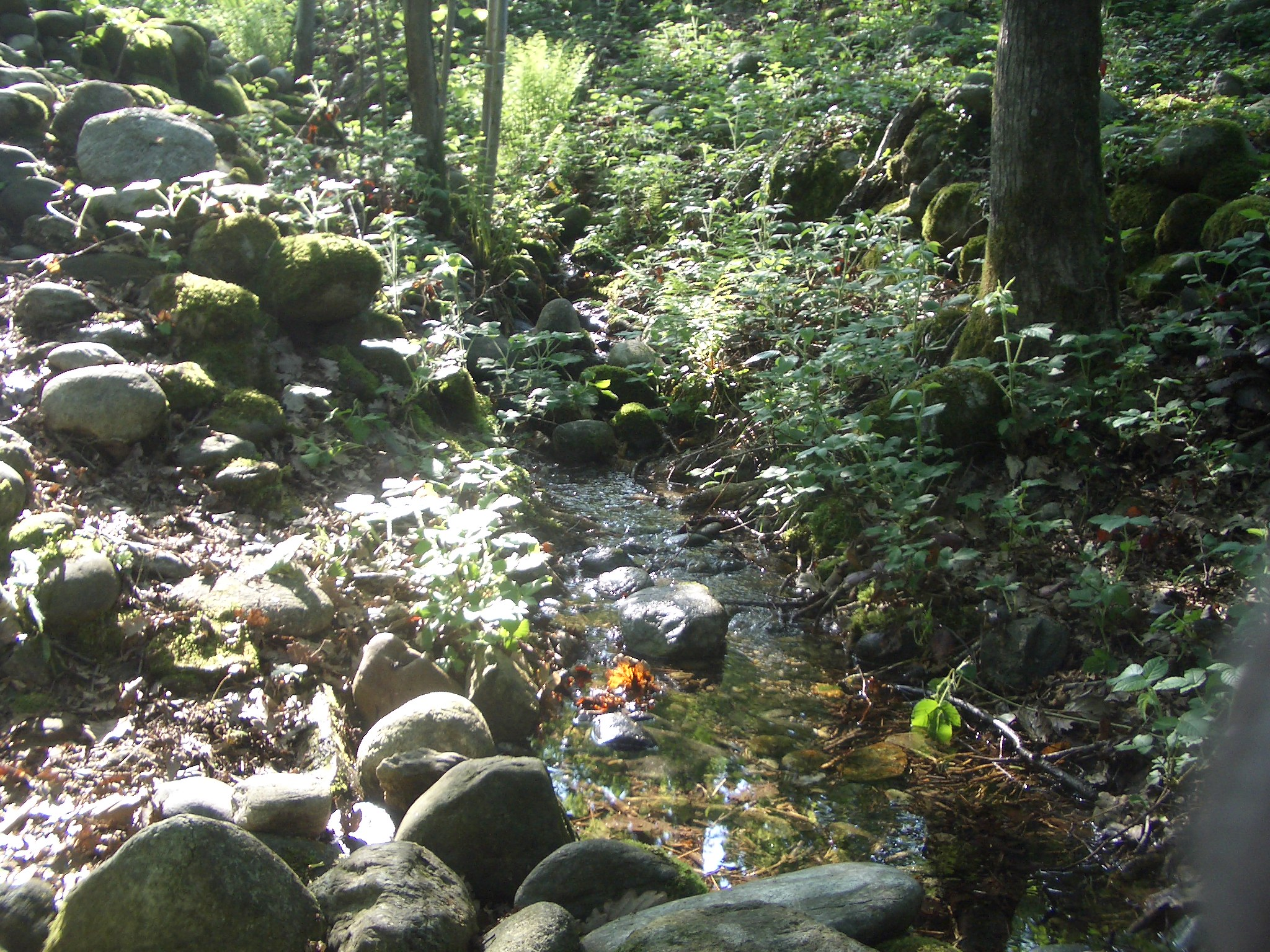
Source entre les pierres dite Funta-na dla canala.
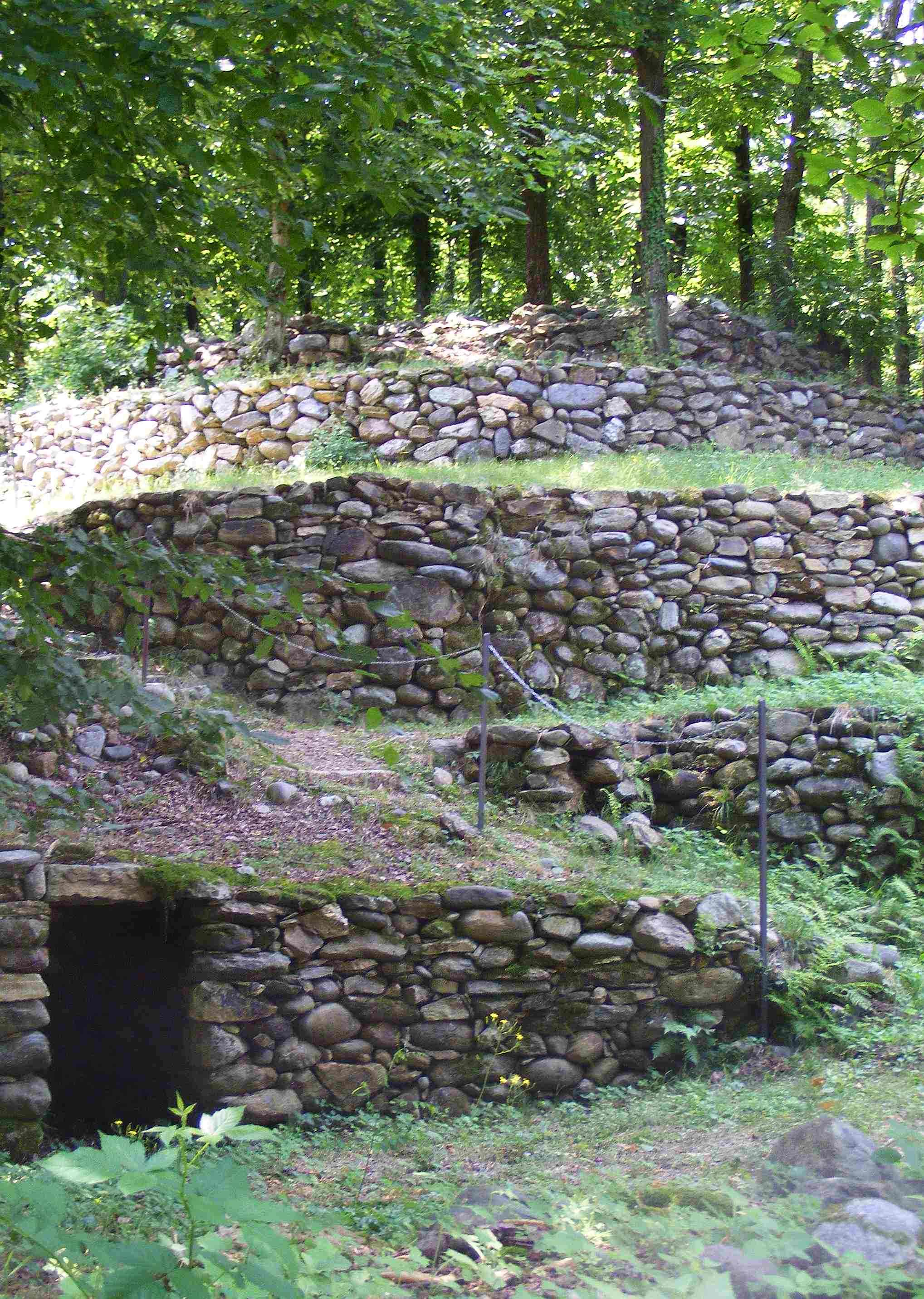
Le Castelliere di Mongrando ancien et énigmatique bâtiment.